# گابریل الدورا
گابریل الدورا (انگلیسی: Gabriel Elorde; ۲۵ مارس ۱۹۳۵ – ۲ ژانویهٔ ۱۹۸۵) بوکسور حرفه ای اهل فیلیپین بود.او در سال 1960 عنوان قهرمانی وزن فوق‌العاده خطی را به دست آورد.